# David Piper

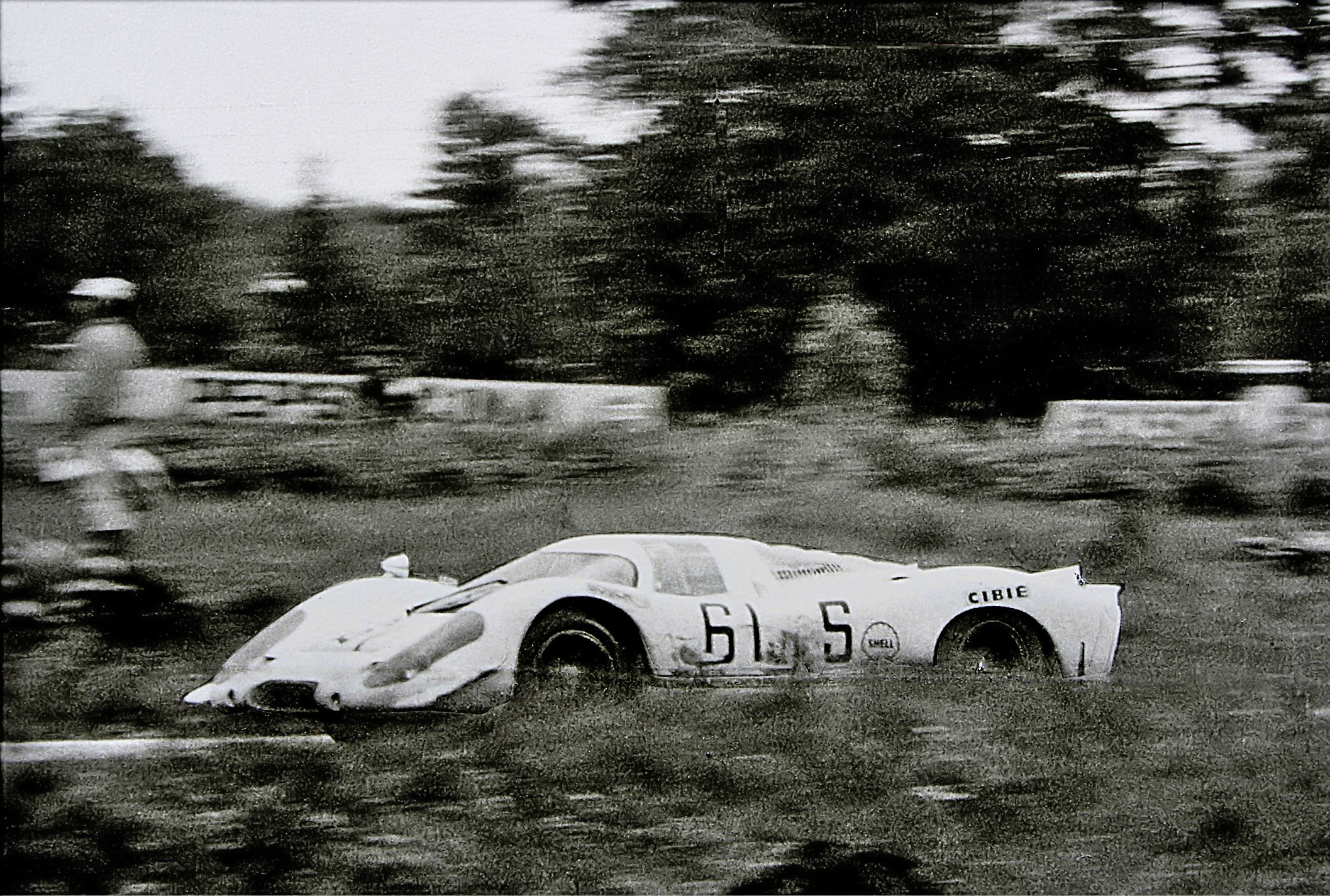
Piper/Gardner, Porsche 917, 1969

 David Piper  va ser un pilot de curses automobilístiques britànic que va arribar a disputar curses de Fórmula 1.
David Piper va néixer el 2 de desembre del 1930 a Edgware, Anglaterra.

## A la F1
Va debutar a la cinquena cursa de la temporada 1959 (la desena temporada de la història) del campionat del món de la Fórmula 1, disputant el 18 de juliol del 1959 el GP de la Gran Bretanya al Circuit d'Aintree.
David Piper va participar en tres proves puntuables pel campionat de la F1, disputades en dues temporades diferents (1959 - 1960), aconseguint un dotzè lloc com a millor classificació i no assolí cap punt pel campionat del món de pilots.

## Resultats a la Fórmula 1
| Any  | Equip                      | Xassís     | Motor  | 1   | 2   | 3   | 4   | 5       | 6       | 7      | 8   | 9   | 10  | Posició | Punts |
| ---- | -------------------------- | ---------- | ------ | --- | --- | --- | --- | ------- | ------- | ------ | --- | --- | --- | ------- | ----- |
| 1959 | Dorchester Service Station | Lotus (F2) | Climax | MON | 500 | HOL | FRA | GBR NVQ | ALE     | POR    | ITA | USA |     | -       | 0     |
| 1960 | Robert Bodle Ltd.          | Lotus      | Climax | ARG | MON | 500 | HOL | BEL     | FRA NVS | GBR 12 | POR | ITA | USA | -       | 0     |

### Resum
| Curses: | Victòries: | Pòdiums: | Poles: | Voltes ràpides: | Punts: |
| ------- | ---------- | -------- | ------ | --------------- | ------ |
| 3       | 0          | 0        | 0      | 0               | 0      |